# Talmont-Saint-Hilaire

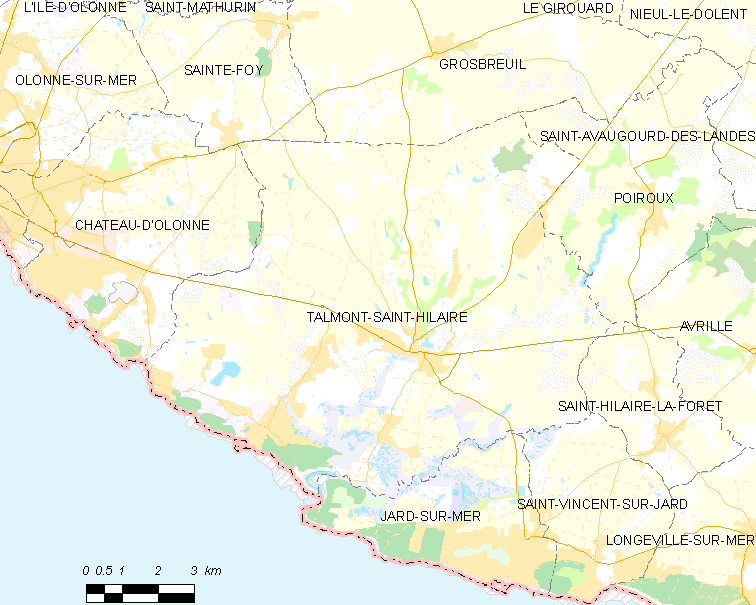
Karte der Gemeinde

Talmont-Saint-Hilaire ist eine französische Gemeinde mit 8.327 Einwohnern (Stand 1. Januar 2022) im Département Vendée in der Region Pays de la Loire. Sie gehört zum Arrondissement Les Sables-d’Olonne und zum Kanton  Talmont-Saint-Hilaire.

## Geografie
Talmont-Saint-Hilaire liegt an der Côte de Lumière, der „Küste des Lichts“, dem mit durchschnittlich 2.500 Sonnenstunden im Jahr sonnenreichsten Streifen  der französischen Atlantikküste. Die Kleinstadt wird vom Fluss Gué Chatenay durchquert, im Südosten tangiert das Flüsschen Île Bernard das Gemeindegebiet. Beide Flüsse bilden ein weites Marschland, das durch den Ästuar Payré zum Atlantischen Ozean entwässert wird, den er bei der Pointe du Payré erreicht.

### Nachbargemeinden
Den Südwesten von Talmont-Saint-Hilaire begrenzt die Küstenlinie. Im Uhrzeigersinn schließen sich die Gemeinden Château-d’Olonne, Sainte-Foy, Grosbreuil, Poiroux, Saint-Hilaire-la-Forêt, Saint-Vincent-sur-Jard und Jard-sur-Mer an.

## Geschichte
Das Gebiet Talmont wurde im 11. Jahrhundert von Wilhelm dem Großen an Wilhelm den Kahlen gegeben, der hier einen Donjon bauen ließ. Der englische König Richard Löwenherz ließ den Ort befestigen.
Die Burg wurde im 16. Jahrhundert von Heinrich von Navarra belagert, der Donjon um 17. Jahrhundert abgerissen. Der letzte Herr von Talmont war Antoine-Philippe de La Trémoille, der 1794 guillotiniert wurde.
Wie andere Orte im Westen Frankreichs nahm auch Talmont im Ersten Weltkrieg Flüchtlinge aus den von deutschen Truppen besetzten ostfranzösischen Gebieten auf.
Während der deutschen Besetzung im Zweiten Weltkrieg errichteten die Besatzer zwischen 1942 und 1944 zum Atlantikwall gehörende Befestigungen. Noch heute kann man bei Ebbe am Strand und vor der Mündung des Payré aus je drei Betonstücken zusammengefügte tetraedrische Sperren sehen, die im Volksmund Asperges de Rommel, „Rommelspargel“, genannt werden, und die alliierte Wasserfahrzeuge an der Landung hindern sollten. Aber auch die oberhalb des heutigen Jachthafens von Bourgenay gelegenen Bunkeranlagen gehören dazu.
In der Nacht vom 27. auf den 28. Februar 2010 erreichte der Orkan Xynthia die französische Atlantikküste und richtete auch in Talmont-Saint-Hilaire schwere Schäden an Gebäuden, Verkehrswegen, der Küstenlinie, dem Strand und dem Jachthafen an, auch wenn es hier zum Glück keine Todesopfer zu beklagen gab.

### Bevölkerungsentwicklung
Im Jahr 1974 fusionierten die Gemeinden Talmont und Saint-Hilaire-de-Talmont zur Gemeinde Talmont-Saint-Hilaire.
| Jahr      | 1975 | 1982 | 1990 | 1999 | 2009 |
| Einwohner | 3347 | 3865 | 4409 | 5363 | 6829 |

Als Tourismusort wächst die Zahl der in Talmont-Saint-Hilaire lebenden Menschen von 7.000 jedes Jahr im Hochsommer auf etwa 35.000.

## Kultur und Sehenswürdigkeiten

### Museen
Seit April 1976 besteht im Westen Talmonts an der Route des Sables d’Olonne das von Gaston Giron gegründete Musée Automobile de Vendée mit heute mehr als 150 Fahrzeugen in der Ausstellung.

### Bauwerke
Siehe auch: Liste der Monuments historiques in Talmont-Saint-Hilaire
- Château de Talmont, eine Burg aus dem 11., 15. und 16. Jahrhundert
- Château des Granges-Cathus, 16. Jahrhundert
- Château de la Garcillière
- Château de Bourgenay
- Kirche Saint-Hilaire
- Notre Dame de Bourgenay, eine Kapelle aus dem 19. Jahrhundert
- Kapelle Saint-Pierre, 10. Jahrhundert

## Söhne und Töchter der Gemeinde
- Auguste Prézeau (1871–1909), römisch-katholischer Ordensgeistlicher und Apostolischer Vikar von Shiré
- Jean-Marie Raimbaud MAfr (1924–1989), römisch-katholischer Ordensgeistlicher und Bischof von Laghouat
- Philippe Mestre (1927–2017), Politiker und Schriftsteller